# Flustrellidra hispida
Flustrellidra hispida (лат.) — вид морских мшанок из семейства Flustrellidridae класса голоротых.

## Внешний вид
Колонии неправильной формы, распластанные на субстрате. По общему виду колонии чаще всего напоминают толстые темно-коричневые подушечки, на ощупь кажущиеся пушистыми. Зооиды необызвествленные, крупные — достигают 1 мм в длину. По форме зооиды овальные или шестиугольные, разделены глубокими бороздками. Фронтальная мембрана цистида гладкая и прозрачная с субтерминальным прямоугольным орифицием. Полипиды белые, а цистиды имеют как раз характерный коричневый цвет и имеют красноватые простые шипы по краю зооида. Число щупалец у одного зооида варьирует от 28 до 40, а длина щупалец варьирует от 0,9 до 1,1 мм. В колонии есть несколько кенозооидов — редуцированных зооидов, выполняющих защитную функцию. Они формируют шипы на дистальном краю колонии.

## Особенности биологии

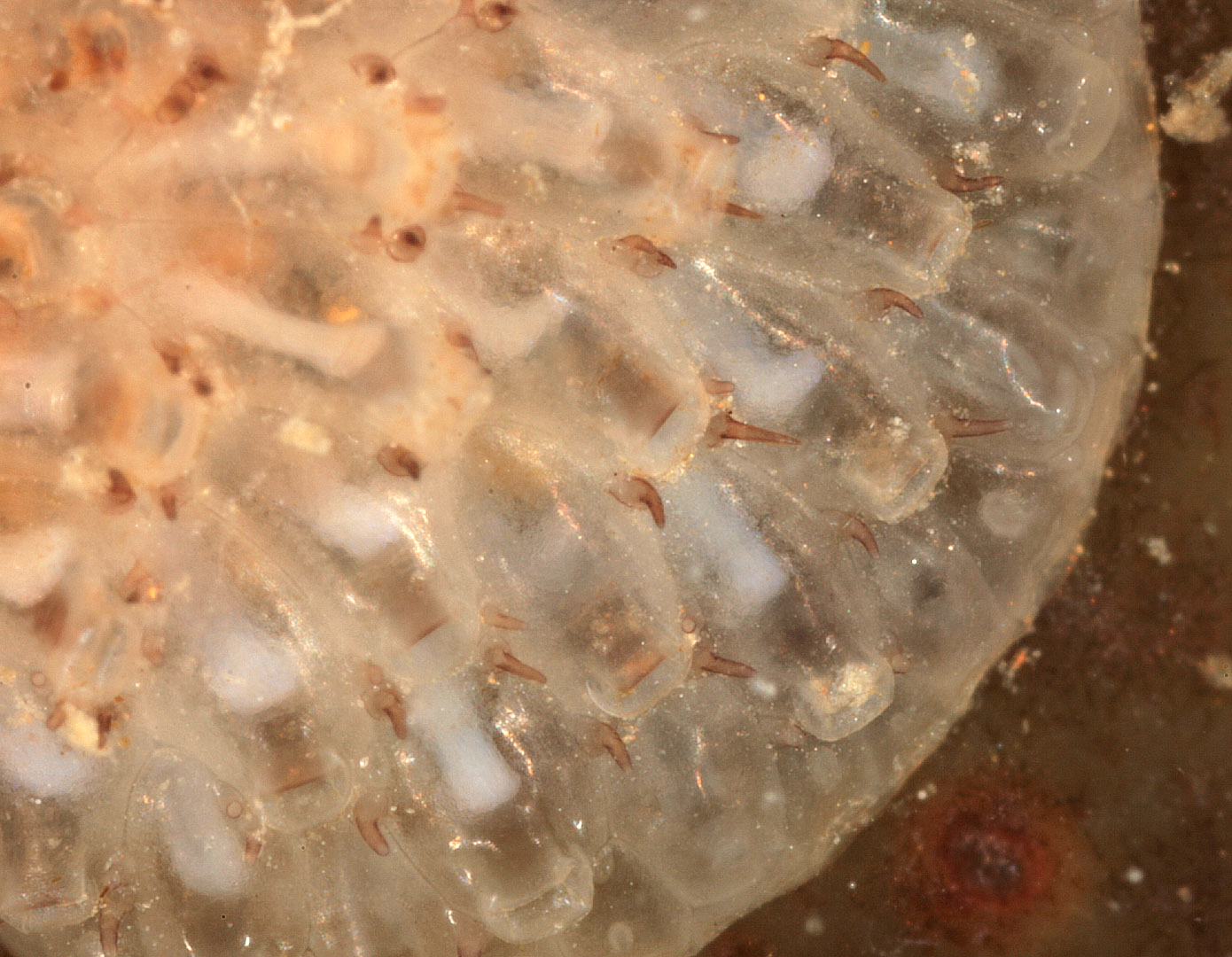
Фотография края колонии, на которой видны коричневые шипы по краю цистида каждого аутозооида

Как и все мшанки, питаются за счет фильтрации планктона, в частности в рацион входят диатомовые и другие одноклеточные водоросли. Полипиды способны наклоняться и поворачивать щупальца лофофора. Способны концентрировать частицы у ротового отверстия, а также удалять непищевые частицы из лофофора, причем крупные частицы удаляются в результате сокращения мускулатуры глотки. Первые колонии появляются в марте. Рост колонии происходит за счет почкования дочерних зооидов по периферии колонии. Половое размножение происходит в августе или осенью. Гермафродиты. Изначально, личинки вынашиваются определенными зооидами в течение 1-2 месяцев. Непитающаяся придонная личинка с прозрачной двустворчатой раковиной недолго плавает, после чего трансформируется в анцеструлу, которая начинает почковаться с образованием колонии.
В популяции сосуществуют 4 поколения. Новые молодые колонии появляются ранней весной, а осенью размножаются, таким образом давая начало новому поколению. Перезимовавшие колонии формируют личинок, которые могут оседать с весны по осень. Внучатые колонии, сформировавшиеся весной, осенью образуют правнучатое поколение. Максимальный возраст колонии может достигать 2,5 лет.

## Распространение и экология
Амфибореальный вид с широким распространением. Встречается на побережье Гренландии, Великобритании, Франции и Северной Америки. Живут в умеренном климате, и предпочитают температуру воды, не превышающую 15 °С, и нормальную соленость. Обитают на нижней литорали или верхней сублиторали. Колонии чаще всего могут быть найдены на фукоидах, например, Fucus serratus, и только изредка на камнях. Естественными хищниками являются рыбы и морские ежи, в то же время мшанки встречаются с конкуренцией за субстрат от губок, водорослей и оболочников.